# Relations entre l'Algérie et l'Union européenne
Les relations entre l'Algérie et l'Union européenne reposent principalement sur la politique européenne de voisinage et l'accord d'association signé entre ces deux parties en 2002 et entré en vigueur le 1er septembre 2005.
En 2023, l'Union européenne est le premier partenaire économique de l'Algérie avec 50,6 % de son commerce international. 

## Autodétermination de l'Algérie
Lors de la création de la CECA (l'ancêtre de la CEE et de l'UE), l'Algérie est composée de départements français et à ce titre, elle bénéficie d'un statut équivalent à celui d'une région ultrapériphérique (RUP) ; elle faisait pleinement partie de la France et donc des Communautés jusqu'en 1962. À la suite des accords d'Évian, un référendum d'autodétermination est réalisé le 1er juillet 1962 ; la population du pays choisi à près de 100 % de devenir indépendante ; elle le devient le 5 juillet et perd par la même son statut européen.

## Accord entre l'Algérie et l’Union européenne
L'accord d'association entre l'Algérie et l'Union européenne forme la base légale des relations entre l'Union européenne (UE) et l'Algérie. Cet accord est modelé d'après le réseau d'accords passés entre l'Union européenne et ses voisins du bassin Méditerranéen. Cet accord a été signé en avril 2002 et est entré en vigueur en septembre 2005. Il définit un cadre pour les relations entre l'UE et l'Algérie dans tous les domaines, y compris le commerce,.
L'universitaire algérien Abderrahmane Mebtoul considère que  les relations entre l'Algérie et l'UE se sont tendues à partir de 2009, avec l'introduction par l'Algérie de la règle 51% - 49 %, qui oblige à une participation majoritaire algérienne dans les investissements en Algérie. L'UE analyse cette nouvelle règle comme une violation d'une partie des articles de l'accord. Toutefois assouplissement de cette obligation, dans les secteurs non stratégiques, a permis de fluidifier les relations entre les deux partenaires.
En 2025, le président algérien Abdelmadjid Tebboune considère que l'accord entre l'Algérie et l’Union européenne doit être renégocié « au regard de la réalité économique actuelle, sachant qu’à son entrée en vigueur, en 2005, les exportations de l’Algérie étaient basées principalement sur les hydrocarbures ».
En juillet 2025, l'UE engage une procédure d’arbitrage contre les « restrictions commerciales et d’investissement de l’Algérie ». En même temps, Bruxelles annonce son soutien aux entreprises françaises qui seraient lésées à la suite de la crise dans les relations entre l'Algérie et la France. En réaction, le ministre des Affaires étrangères algérien Ahmed Attaf regrette le caractère « unilatéral » de cette décision de l’UE et demande la convocation d’une session du « Conseil d’association » qui doit évaluer  les résultats des négociations.

## Politique
En janvier 2025, le Parlement européen vote une résolution, avec 533 voix pour et 24 contre, demandant la libération de l'écrivain franco-algérien Boualem Sansal, emprisonné depuis novembre 2024 en Algérie. 

## Économie
En 2023, l'Union européenne est le premier partenaire de l'Algérie avec 50,6 % de son commerce international. 
Selon l'Union européenne, les exportations de l’UE vers l’Algérie ont régulièrement baissées, avec 22,3 milliards d’euros en 2015 et 14,9 milliards d’euros en 2023 au profit de la Chine. Toujours selon l'UE, les exportations européennes vers l'Algérie ont baissé de 31 % entre 2014 et 2024. L'UE considère que cette situation résulte « d’une série d’obstacles érigés par les autorités algériennes depuis 2021 ».
À la suite de l'inscription de l’Algérie à la liste des pays « sous surveillance renforcée » du Groupe d'action financière (GAFI), relatif au blanchiment d'argent et au financement du terrorisme, la Commission européenne inclut l’Algérie à sa liste de pays « à haut risque » en matière de blanchiment d’argent. Cette décision conduit à la mise en place, en Europe, de nouveaux contrôles des transactions financières avec des opérateurs algériens.
Dans le cadre du projet européen Global Gateway, il est prévu de réaliser pour 2027 un câble électrique sous-marin entre l'Algérie et l'Italie. Ce câble doit permettre à l'Algérie d'’exporter de l’électricité vers l’Europe.